# Peristylus ciliolatus
Peristylus ciliolatus är en orkidéart som beskrevs av Johannes Jacobus Smith. Peristylus ciliolatus ingår i släktet Peristylus och familjen orkidéer.

## Underarter
Arten delas in i följande underarter:
- P. c. apiculatus
- P. c. ciliolatus
- P. c. lobatus